# Фонтне
Фонтне (фр. Fontenais) — громада  в Швейцарії в кантоні Юра, округ Порантрюї.

## Географія
Громада розташована на відстані близько 60 км на північний захід від Берна, 21 км на захід від Делемона.
Фонтне має площу 20 км², з яких на 5,9% дозволяється будівництво (житлове та будівництво доріг), 45,5% використовуються в сільськогосподарських цілях, 48,3% зайнято лісами, 0,4% не є продуктивними (річки, льодовики або гори).

## Демографія
2019 року в громаді мешкало 1696 осіб (+1,7% порівняно з 2010 роком), іноземців було 8,6%. Густота населення становила 85 осіб/км².
За віковим діапазоном населення розподілялося таким чином: 22,6% — особи молодші 20 років, 56,1% — особи у віці 20—64 років, 21,3% — особи у віці 65 років та старші. Було 705 помешкань (у середньому 2,4 особи в помешканні).
Із загальної кількості 273 працюючих 53 було зайнятих в первинному секторі, 93 — в обробній промисловості, 127 — в галузі послуг.